# Manuscrito de Jaén

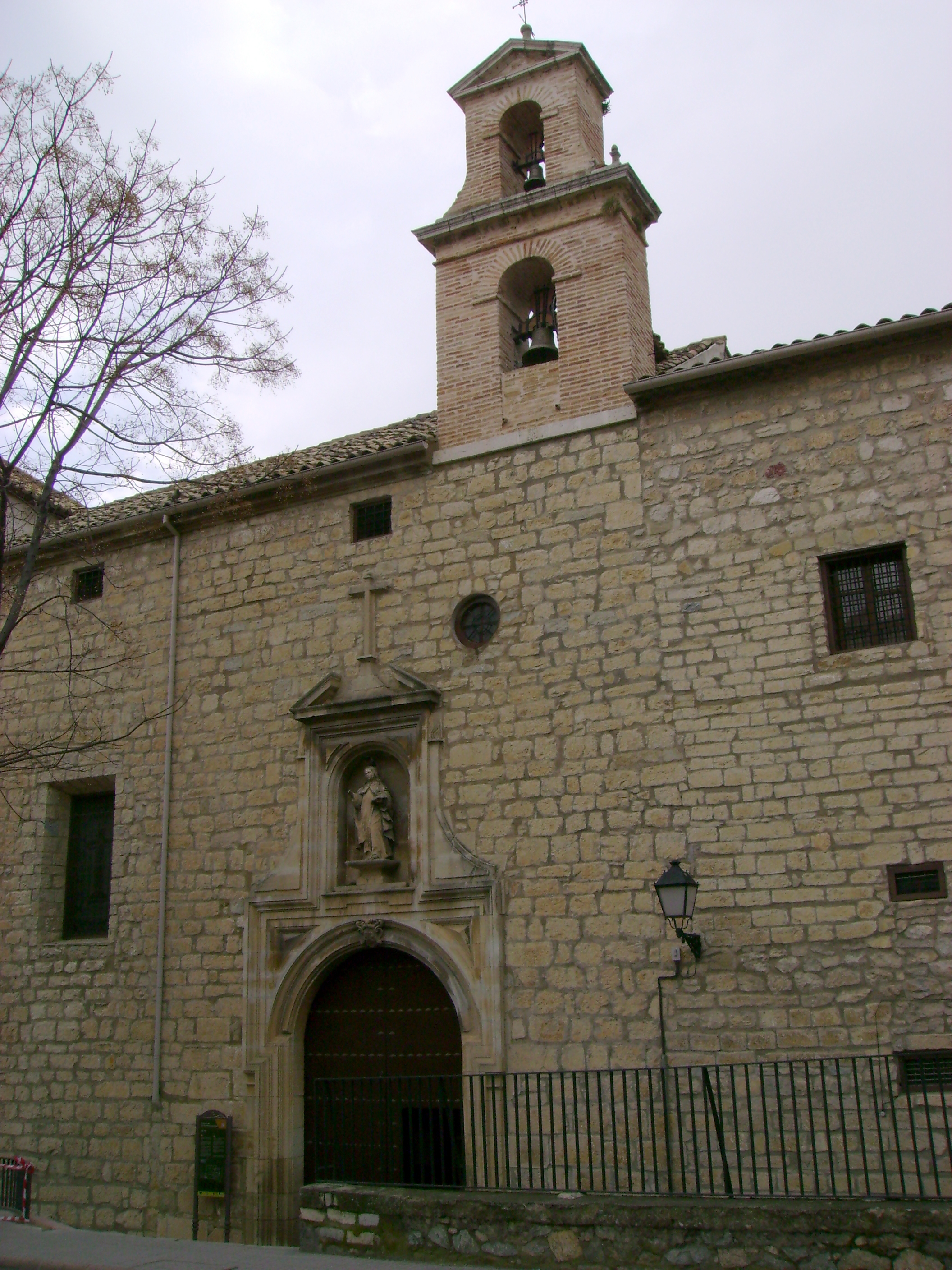
Monasterio de Santa Teresa de Jesús de Jaén, donde se conserva el manuscrito.

El Manuscrito de Jaén es uno de los manuscritos antiguos que recoge la obra poética y los comentarios a la misma del poeta místico español San Juan de la Cruz. Su principal importancia radica en que figura en él la segunda redacción que el santo realizó de Cántico espiritual, llamada más tarde «Cántico B». Con esta segunda redacción, el santo amplió y remodeló el texto para hacerlo más coherente y ampliarlo a la totalidad de la vida espiritual. Para ello desplazó ciertas estrofas, añadió una estrofa suplementaria y desarrolló ciertos pasajes de su comentario. Está versión sirve actualmente de base a las ediciones de este Cántico espiritual.
Se conserva en el Monasterio de Santa Teresa de Jesús de la ciudad española de Jaén.